# Quem pastores laudavere
 (juin 2025).
 (janvier 2025).
Quempas pastores laudavere (en français : Lui que les bergers louèrent), souvent appelé Quempas, est un chant de Noël en latin. Il est rendu populaire en Allemagne au XVIe siècle, et employé comme terme générique pour les chants de Noël dans la tradition allemande chantant les chants de Noël. Quempas est également le nom d'une collection d'anciens chants de Noël publiés par Bärenreiter depuis 1930.

## Histoire
Les premières sources du chant de Noël datent du quinzième siècle, comprenant le Hohenfurter Liederbuch de l'abbaye de Vyšší Brod. De nombreuses versions existent à partir du seizième siècle. La version la plus célèbre est celle de Michael Prætorius, Musae Sioniae (1607), avec le texte allemand : "Den die Hirten lobeten sehre."

## Texte et mélodie
| Latin                          | Français                                        |
| ------------------------------ | ----------------------------------------------- |
| Quem pastores laudavere        | Les bergers laissèrent leurs troupeaux égarés,  |
| quibus angeli dixere           | Obéissant au commandement de Dieu avec joie     |
| absit vobis iam timere         | Lorsqu'ils entendirent l'ange leur dire:        |
| natus est rex gloriæ           | "Le Christ est né à Bethléem."                  |
|                                |                                                 |
| Ad quem reges ambulabant       | Les Rois mages sont venus de loin, et l'ont vu  |
| Aurum, Thus, Myrrham portabant | S'agenouillèrent en hommage pour l'adorer       |
| immolabant haec sincere        | De précieux cadeaux qu'ils posèrent devant lui, |
| leoni victoriae                | De l'or, de l'encens et de la myrrhe.           |
|                                |                                                 |
| Christo regi Deo nato          | Chantons désormais dans toutes les nations      |
| Per Mariam nobis dato          | Sa louange avec allégresse.                     |
| merito resonat vere            | Tout le monde trouvera le salut                 |
| dulci cum melodia              | En la naissance du Fils de Marie.               |

Les étudiants de l'école latine maintinrent une tradition de "Quempas singen," apprenant l'aumône en se rendant de maison en maison, chantant des chants de Noël.
Afin de ranimer la tradition chantante du Quempas, et combattre la sentimentalité des chants de Noël du XIXe siècle, Wilhelm Thomas et Konrad Ameln publièrent une compilation d'anciens chants de Noël intitulée Quempas, parfois surnommée Quempas-Heft, imprimée par Bärenreiter,. La première compilation se composait de 39 chants avec mélodies. Elle fut suivie par des éditions chantées en chœur, ainsi qu'une plus grande sélection comprenant des chants de Noël du XXe siècle en 1962. Der neue Quempas, une compilation de 41 chants, fut publiée en 2012.
Le chant de Noël est compris dans le deuxième volume de la compilation britannique Carols for Choirs, publiée en 1970, au sein d'un arrangement réalisé par John Rutter, en Latin et traduit par Imogen Holst.